# Habash al-Hasib al-Marwazi
Ahmad ibn 'Abdallah Habash Hasib Marwazi (766 nell'attuale Iraq – Samarra, dopo il 869) è stato un astronomo, geografo, matematico iraniano, di Merv nel Khorasan, che per la prima volta descrisse le funzioni trigonometriche di seno, coseno, tangente e cotangente.
Habash fiorì a Baghdad e morì centenario dopo l'869. Lavorò sotto i califfi abbasidi Al-Maʾmūn e Al-Mu'tasim.

## Lavori
Ahmad ibn 'Abdallah Habash Hasib Marwazi effettuò osservazioni astronomiche da 100 a 2035 e compilò tre tavole astronomiche: le prime erano realizzate alla maniera degli astronomi indù; le seconde, dette tavole 'collaudate', erano le più importanti, probabilmente identiche alle tavole 'Mamuniche' o 'Arabe' e potrebbero essere un'opera collettiva degli astronomi di al-Ma'mun; le terze, dette "tavole dello Shah", erano più piccole.
In merito all'eclissi solare dell'829, Habash ci fornisce il primo esempio di determinazione del tempo mediante un'altitudine (in questo caso, del sole); un metodo generalmente adottato dagli astronomi musulmani.
Nell'830, sembra aver introdotto la nozione di "ombra", umbra (versa), equivalente alla nostra tangente in trigonometria, e compilato una tavola di tali ombre che sembra essere la prima del suo genere. Introdusse anche la cotangente e ne produsse le prime tavole.
Nel suo al-Zij al-dimashqi (Tavole di Damasco), Al-Marwazi modernizzò il ragionamento dell'Almagesto introducendo le funzioni di seni, coseni e tangenti. Confrontò anche le sue misurazioni con quelle fatte da Tolomeo e le corresse di conseguenza. Fu anche interessato anche del problema della visibilità della Luna crescente, ossia lo studio del momento in cui essa è visibile poco prima dell'alba o subito dopo il suo tramonto.